# Крутов Василь Васильович
Васи́ль Васи́льович Кру́тов (нар. 16 травня 1949, село Фрунзе, Генічеський район, Херсонська область, Українська РСР, СРСР) — український військовик, перший заступник Голови Служби безпеки України (2014), керівник Антитерористичного центру при Службі безпеки України (14 квітня — 7 липня 2014), перший командир української «Альфи» (1994), генерал-лейтенант (1998), кандидат педагогічних наук, доктор юридичних наук (1998), професор (2001); від 1988 р. кандидат педагогічних наук.

## Життєпис
У 1976 — з відзнакою закінчив Запорізький державний педагогічний інститут, в 1996 — з відзнакою закінчив Національну академію Служби безпеки України.
В 1977—1990 — обіймав різні посади в Управлінні КДБ УРСР по Запорізькій області та Центральному апараті КДБ УРСР. З 1990 — заступник керівника підрозділу спецназу КДБ СРСР (групи «Альфа») з дислокацією в місті Києві, з 1992 — радник Голови Служби безпеки України з питань боротьби з тероризмом. В 1993—1994 — працював керівником Апарату Голови Служби безпеки України.
В 1994 отримав звання генерал-майора. Того ж року очолив Управління по боротьбі з тероризмом і захисту учасників кримінального судочинства та працівників правоохоронних органів Служби безпеки України (підрозділ «Альфа»), зокрема керував на місці спецоперацією по нейтралізації російського впливу в Криму, зупинення "Мешковщини" та знешкодженню інфільтрованої російської агентури, що здійснила спробу захоплення влади на півострові. В 1998 — присвоєно чергове військове звання — генерал-лейтенант, того ж року призначений заступником Голови Служби безпеки України.
В 1998 захистив дисертацію на тему «Теоретико-правові основи боротьби с тероризмом» і отримав ступінь доктора юридичних наук, з 2001 — професор.
У 2000—2002 — офіційний представник Служби безпеки України в Російській Федерації, уповноважений представник України в Антитерористичному центрі СНД.
Від 2005 — заступник, перший заступник Голови Служби безпеки України О. В. Турчинова, в жовтні 2005 — призначений першим заступником Секретаря Ради національної безпеки і оборони України.
Від серпня 2006 по квітень 2014 — відряджений зі Служби безпеки України по посаді першого заступника Голови Служби безпеки України до Українського союзу промисловців та підприємців. Працював на посаді віце-президента УСПП з питань корпоративної безпеки, займався формуванням Недержавної системи безпеки України.
14 квітня 2014 — в.о. Президента України Олександр Турчинов своїм указом призначив Василя Крутова першим заступником Голови СБУ та керівником Антитерористичного центру.;
7 липня 2014 року звільнений з посад керівника Антитерористичного центру та першого заступника голови СБУ.
Одружений, дружина Надія Крутова-Шестак — народна артистка України. Має двох дочок, двох синів, трьох онуків.
Василь Крутов — почесний академік Національної академії педагогічних наук України, академік-секретар наукового відділення «Психологія, педагогіка та міждисциплінарні проблеми розвитку людини» Академії наук Вищої школи України. Заснував та є почесним Президентом Національної федерації рукопашного бою України, має 6-й дан у цьому виді спорту. Майстер спорту СРСР з греко-римської боротьби, багаторазовий чемпіон і призер України зі східних єдиноборств та прикладних багатоборств.
Є автором книги «Шлях твоєї перемоги. Слово до воїна по духу та нездоланній дії», що вийшла друком 2024 року у київському видавництві «Генеза» обсягом 104 сторінки і накладом 3020 примірників, ISBN 978-617-8370-23-7.

## Відзнаки
- Орден «За мужність» III ст. (28 травня 1998) — за мужність і відвагу, виявлені у захисті безпеки України[12]
- Нагрудний знак «Почесна відзнака Служби безпеки України»
- Нагороджувався особистою зброєю у 1998 р., 2000 р. та 2001 р.